# Les Pontets
Les Pontets är en kommun i departementet Doubs i regionen Bourgogne-Franche-Comté i östra Frankrike. Kommunen ligger i kantonen Mouthe som tillhör arrondissementet Pontarlier. År 2022 hade Les Pontets 137 invånare.

## Befolkningsutveckling
Antalet invånare i kommunen Les Pontets
Referens:INSEE